# Mini jeux de Final Fantasy
La plupart des épisodes de la série Final Fantasy comportent des mini-jeux. Ils n'influent généralement pas sur la progression du joueur dans le scénario principal, mais permettent souvent d'obtenir des objets rares et utiles. Cependant, dans certains épisodes de la série comme Final Fantasy X, les mini-jeux sont par moments obligatoires pour progresser dans le jeu.

## Mini-jeux

### Easter egg
Certains épisodes de la série comportent des easter eggs. Final Fantasy IX permet par exemple de jouer au Blackjack en réalisant une séquence de touches lors de l'écran de fin.

### Mini-jeux deFinal Fantasy VII

#### Le Fort Condor
Ce mini-jeu de wargame voit s'opposer l'armée de la ShinRa et des soldats que le joueur doit acheter pour défendre le réacteur du Fort Condor.
L'objectif est de protéger le sommet du Fort Condor, où se trouve le nid d'un aigle géant. Le joueur doit payer pour faire intervenir des hommes ou des machines de guerre (catapultes, lance-flammes, ...)
La partie prend fin quand tous les hommes ont été tués, ou à la mort du combattant.

#### Le Gold Saucer
Ce parc d'attractions au milieu du désert renferme plusieurs domaines, dont certains renferment un ou plusieurs mini-jeux.
Battle Square
Le joueur doit enchaîner jusqu'à 8 combats, auxquels un seul personnage combattant prend part, avec un cumul de pénalités après chacun d'entre eux, pour gagner des Battle Points (BP) échangeables contre des lots.
Chocobo Square
Le joueur fait des paris ou participe à des courses de Chocobo pour gagner différents lots.
Wonder Square
Une salle d'arcade permettant de refaire certains mini-jeux effectués durant la quête principale, comme le surf des neiges ou le sous-marin. Elle comporte aussi un jeu de combat ou le héros affronte différents personnages en utilisant le concept de pierre/feuille/ciseaux.

### Mini-jeux deFinal Fantasy VIII

#### Triple Triad
Ce jeu de cartes apparaît dans Final Fantasy VIII. Même s'il n'est pas indispensable pour progresser dans l'aventure, ce mini-jeu permet au joueur de transformer les cartes qu'il a acquises en jouant contre d'autres personnages en objets au moyen d'une capacité de Guardian Force.
Le jeu se déroule sur un plateau carré de 3 x 3 cases. Les cartes représentent de nombreux monstres, boss et personnages du jeu. Chaque joueur doit au minimum avoir 5 cartes pour pouvoir jouer. Les cartes comptent 4 chiffres, un sur chaque côté, allant de 1 à A (As, pour 10).
Le jeu se joue au tour par tour.
Les règles basiques du Triple Triad sont similaires à celles de la bataille. Le premier joueur est choisi au hasard, et pose une carte sur la case du plateau de son choix. Son adversaire peut alors poser une carte à son tour. S'il pose une carte à côté de celle de son adversaire, il peut y avoir bataille entre les chiffres face à face : si le chiffre de la carte du joueur 2 est supérieur à celui de la carte du joueur 1, la carte du joueur 1 change de couleur et entre en possession du joueur 2.
La partie se termine lorsque chaque case du plateau est occupée par une carte. Le vainqueur est le joueur qui a le plus de cartes de sa couleur. Il gagne alors une des cartes du perdant.
Il existe plusieurs autres règles permettant de retourner de nombreuses cartes à la fois, ou décidant par exemple du nombre de cartes gagnées à la fin de la partie. Les règles dépendent de la région du monde où les parties sont jouées.
En 1999, après la sortie de Final Fantasy VIII, la société japonaise Bandai a commercialisé un jeu de cartes Triple Triad à collectionner. Le set comportait entre autres les 110 cartes du jeu ainsi qu'un tapis de jeu. Ce jeu est devenu vraiment populaire et il existe de nombreux jeux en ligne permettant de jouer au Triple Triad contre d'autres joueurs. Des cartes représentant les monstres et personnages des autres Final Fantasy et de certains RPG sont généralement proposés, ainsi que de nouvelles règles.

#### Chocobo World
Chocobo World est un mini-jeu de Final Fantasy VIII permettant de récupérer des objets et invocations bonus, jouable sur la PocketStation, seulement commercialisé au Japon, et sur PC. Dans ce jeu, le joueur incarne un bébé chocobo du nom de Boko (en référence à Final Fantasy V), qui est à la recherche de son ami Mog.

### Mini-jeux deFinal Fantasy IX

#### Tetra Master
Ce jeu de cartes apparaît dans Final Fantasy IX et peut être jouable en ligne via PlayOnline pour les possesseurs de Final Fantasy XI, dans une version quelque peu modifiée.
Le jeu se déroule sur un plateau carré de 4 x 4 cases, dont certaines sont bloquées aléatoirement. Chaque joueur doit au minimum avoir 5 cartes pour pouvoir jouer.
La principale différence avec le Triple Triad est dans le fonctionnement des cartes. En effet, celles-ci ont 2 chiffres en hexadécimal, de 0 à F, F étant le plus, et deux lettres correspondant au type d'attaque (physique, magique, ...). Ces caractéristiques peuvent évoluer.
Les cartes ont entre 0 et 8 flèches (les quatre côtés et les coins), réparties au hasard.
Le premier joueur est choisi au hasard, et pose une carte sur la case du plateau de son choix. Son adversaire peut alors poser une carte à son tour.
Deux cas sont possibles :
- Il n'y a pas de flèches sur la carte du joueur 1 en regard de celle du joueur 2. Alors, la carte du joueur 1 change de couleur et entre en possession du joueur 2.
- Il y a une flèche. Il y a alors bataille, et celui qui remporte la bataille retourne la carte qui a perdu. Cette règle est prioritaire sur la première.

#### La chasse aux trésors
Lors de sa première visite de la Forêt des Chocobos, le joueur doit retrouver Choco, un chocobo qui a pris la fuite en le voyant. Une fois rattrapé, il peut l'utiliser pour chercher des trésors enfouis dans trois lieux dédiés aux volatiles : la Forêt, la Baie et le Jardin volant, ce dernier se trouvant dans les nuages.
Le joueur dispose de 60 secondes par tour pour trouver un maximum de trésors (30 secondes dans la Baie si Choco ne sait pas marcher sur les eaux profondes). Afin de les repérer, Choco crie plus ou moins fort suivant la proximité du butin. Une fois bien placé, Choco creuse jusqu'à ce que le trésor soit déterré.
Choco peut également, grâce aux Chocographes qu'il a retrouvés, creuser sur l'Atlas dans des endroits que le joueur doit retrouver.

#### Les jeux d'Alexandrie
- Dans la ville d'Alexandrie, Bibi ou Eiko peuvent faire de la corde à sauter, en parlant aux triplées qui s'amusent avec.
- Bibi peut prendre part à une course dans la grande rue avec Hippo, dont la mère veut qu'il perde du poids.
- Djidane peut jouer avec les frères Nero (Benero, Guenero et Senero), en une variante du bonneteau : les frères se présentent, se mélangent, et Djidane doit retrouver l'un des frères. La règle du gain est celle du quitte ou double.

### Mini-jeux deFinal Fantasy XetX-2

#### Blitzball
Le blitzball est un sport pratiqué dans l'univers de Final Fantasy X. Même si ce jeu est très présent dans l'histoire, un seul match est obligatoire. Il a été inventé pour permettre à la population de Spira d'oublier tout le mal que faisait Sin. De plus, le héros, Tidus, est un grand joueur de blitzball à Zanarkand. Le blitzball est un mélange de handball, de football, et de water polo le tout se jouant dans une grande sphère d'eau, dont le diamètre est à peu près égal à la longueur d'un terrain de football. Le blitzball est un mini-jeu se déroulant par actions, et permettant de gagner des prix comme des overdrives pour Wakka ou des objets. Un match dure 10 minutes (deux mi-temps de 5 minutes).
Les équipes se composent de six joueurs (un avant-centre, deux ailiers, deux arrières et un goal), tous capables de rester sous l'eau les dix minutes que dure le match. Ils sont répartis selon leurs capacités (résistance, souffle, tacle, interception, tir, arrêt, passe) : les joueurs polyvalents seront au centre, les ailiers auront plus de TI (tir), les arrières plus d'IN (interception) et d'AT (attaque) et le goal aura plus d'AR (arrêt). Quand un joueur a la balle et qu'il se déplace, il perd des HP (souffle). Chaque action a également un coût en HP défini : plus l'attaque est puissante, plus le coût en HP est élevé. Il est également possible d'infliger des altérations d'état : poison (perte accrue de HP), atrophie (diminution de certaines capacités) et sommeil.
Note : Tidus possède une attaque qu'il est le seul à maîtriser : le Jecht Shoot (+5 de TI et éjecte deux tacleurs).
Lorsqu'un joueur tire, l'AR du goal peut varier de 50 à 150 % de sa puissance normale.
Dans Final Fantasy X-2, le système du blitzball est repris, mais avec des équipes de 8 joueurs, et il s'agit alors d'une simple simulation, qui ne permet pas au joueur d'intervenir directement dans le match (mis à part avec "pressing"). En revanche, il est alors possible d'entraîner ses joueurs en dehors des matchs avec plusieurs types d'entraînements disponibles. Les récompenses sont également différentes (objets de soins, accessoires...)

#### Sphere Break
Ce jeu apparaît dans Final Fantasy X-2.
Pour jouer, il faut avoir au minimum 4 jetons, et trouver quelqu'un ayant une nucléosphère.
Au préalable, le joueur ayant la nucléosphère fixe le nombre de points à atteindre, le nombre de tours de jeu, et la durée de chaque tour.
Il y a au total 16 jetons sur le plateau : les 4 du joueur, et 12 autres aléatoires. Chaque jeton a une valeur entre 1 et 9, celle des jetons « fixes » est fixée, celle des jetons « aléatoires » augmente de 1 à chaque tour, et sont remplacés une fois qu'ils ont atteint la valeur de 9.
Au début d'un tour, la nucléosphère affiche un nombre entre 1 et 9. Le joueur doit choisir des jetons du plateau, dont au moins un « fixe » obligatoirement, de façon que la somme des valeurs des jetons soit un multiple du nombre de la nucléosphère pour réaliser un « break ». Les jetons « aléatoires » utilisés disparaissent, et c'est la fin du tour.

Exemple : la nucléosphère affiche 4. Le joueur peut alors réaliser une somme de 4, 8, 12, 16, ...
Si le joueur atteint les objectifs, il a gagné.

### Mini-jeux deFinal Fantasy XII

#### La pêche du Nébra
Après la réalisation de quelques sous-quêtes, un pêcheur peut proposer au joueur de partir pêcher avec lui dans les abords du Nébra, le fleuve du désert de Dalmasca.
Selon le lieu, les prises peuvent être plus ou moins simples. Pour attraper le poisson, il faut exécuter une série de 4 à 8 touches qui défilent sur l'écran, dans le temps imparti. Le joueur peut réaliser six séries par sortie. S'il fait un sans-faute, une septième série apparaît, et le joueur pêche un objet (potion ou butin).

#### La course de Balfonheim
Au port Balfonheim, le joueur peut prendre part à une course dans les rues de la ville avec les associés de Reddas. Pour avancer, le joueur doit appuyer alternativement et rapidement sur les touches X et O de la manette.

### Mini-jeux deFinal Fantasy XV

#### La pêche
Pour obtenir de la nourriture, Noctis peut se rendre à des points de pêche pour capturer des poissons. Il lui faut toutefois une canne, un leurre et une bobine de fil. Après avoir repéré les poissons, le joueur doit lancer sa ligne puis, si un poisson mord, la rembobiner en la dirigeant de sorte à ramener le poisson sur la berge sans casser la ligne.

## Réception et critiques
Ces mini-jeux sont souvent appréciés par les fans, car ils permettent de rallonger la durée de vie des softs.
Le jeu de Triple Triad est devenu suffisamment populaire pour devenir un jeu à part entière, développé par des fans en une version en réseau, avec un deck rallongé par des cartes à l'effigie d'autres jeux SquareSoft, comme Chrono Trigger.